# Жан-Ноель Барро
Жан-Ноель Барро (фр. Jean-Noël Barrot, нар. 13 травня 1983, VII округ Парижа, Франція) — французький політик, міністр Європи та закордонних справ в урядах Барньє та Байру (з 21 вересня 2024).

## Біографія
Народився 13 травня 1983 року в Парижі в родині політика Жака Барро. У 2007 році закінчив бізнес-школу HEC Paris. Також навчався в Інституті політичних досліджень Парижа та Паризької школи економіки.
У 2013 році Барро став науковим співробітником Школи менеджменту Слоуна, а в 2017 році став доцентом у школі HEC Paris.
З 2015 по 2017 рік Барро працював у раді Верхньої Луари, де представляв кантон Ісінго.
На парламентських виборах 2017 року Барро був обраний до Національних зборів. У парламенті він був членом фінансового комітету і у 2018 році став співавтором законопроекту щодо боротьби з великомасштабним ухиленням від сплати податків.
У липні 2022 року Барро став міністром-делегатом цифрових технологій та телекомунікацій в уряді прем'єр-міністра Елізабет Борн, а з 2024 року обіймає посаду міністра-делегата з європейських справ Франції. У 2023 році Барро розкритикував ChatGPT і звинуватив сервіс у недотриманні закону про недоторканність приватного життя, але не підтримав його блокування.
21 вересня 2024 року отримав портфель міністра Європи та закордонних справ при формуванні уряду Барньє.
23 грудня 2024 року при формуванні уряду Байру зберіг свою посаду.
Після свого призначення брав участь у Генеральній Асамблеї ООН у Нью-Йорку. Потім він виїхав до Лівану, коли столиця країни Бейрут була об’єктом ізраїльських бомбардувань.

## Особисте життя
Онук борця християнсько-демократичного опору, тодішнього депутата від Верхньої Луари, Ноеля Барро, сина Жака Барро та Флоранс Каттані , швейцарки з регіону Лозанна.
Його молодша сестра Елен Барро є директором з комунікацій Uber на ринках Західної та Південної Європи.